# Runa Vikestad
Runa Vikestad (* 13. August 1984 in Finnsnes, Norwegen) ist eine norwegische Fußballspielerin, die zuletzt für die zweite Mannschaft von Røa IL und von 2008 bis 2011 mit Unterbrechungen für die Norwegische Fußballnationalmannschaft der Frauen spielte.

## Werdegang
Vikestad durchlief alle Jugendnationalmannschaften und schoss in jeder Altersklasse mindestens ein Tor. 2002 nahm sie mit der U-19-Mannschaft an der U-19-EM teil, bei der Norwegen in der Gruppenphase ausschied. 2003 erreichte sie mit der U-19 das Finale, in dem die Norwegerinnen mit 0:2 gegen Frankreich verloren. 2004 nahm sie mit der U-21 am Nordic Cup teil, wo Norwegen den siebten Platz belegte. 2005 erreichte sie mit dem U-21-Team das Finale des Nordic Cups, verlor dort aber gegen die USA. 2006 reichte es beim Nordic Cup nur zu Platz fünf. Mit der U-23-Mannschaft wurde 2007 beim Nordic Cup der dritte Platz erreicht.
Am 14. Februar 2008 machte sie beim Spiel gegen England ihr erstes A-Länderspiel und nahm auch am Algarve-Cup teil, bei dem Norwegen Platz 6 belegte. Sie wurde aber nicht für die Olympischen Spiele in Peking berücksichtigt. Obwohl sie 2009 zu keinem weiteren Länderspiel kam, wurde sie für die EM nominiert. Bei der EM wurde sie aber nicht eingesetzt. 2010 wurde sie wieder in fünf Spielen eingesetzt, u. a. einem der Playoff-Spiele der WM-Qualifikation gegen die Ukraine. 2011 kamen drei weitere Länderspiele vor der Nominierung des WM-Kaders hinzu, für den sie als eine der beiden letzten und einzige Spielerin von Kolbotn IL berufen wurde. Beim Vorrundenaus der norwegischen Mannschaft kam sie aber nicht zum Einsatz. Danach wurde sie nicht wieder berücksichtigt.